# Diplazium praestans
Diplazium praestans är en majbräkenväxtart som först beskrevs av Edwin Bingham Copeland och som fick sitt nu gällande namn av William Ralph Maxon och Conrad Vernon Morton.
Diplazium praestans ingår i släktet Diplazium och familjen Athyriaceae. Inga underarter finns listade i Catalogue of Life.